# Syzygiella colorata
Syzygiella colorata là một loài rêu tản trong họ Jungermanniaceae. Loài này được (Lehm.) Feldberg, Váňa, Hentschel & J. Heinrichs miêu tả khoa học lần đầu tiên năm.